# Serafino Cenci
Serafino Cenci (ur. 20 maja 1767 w Rzymie, zm. 24 czerwca 1740 tamże) – włoski kardynał.

## Życiorys
Urodził się 20 maja 1767 roku w Rzymie, jako syn Francesca Cenciego i Anny Giustiny Ripy. Studiował na La Sapienzy, gdzie uzyskał doktorat utroque iure. Następnie został referendarzem Trybunału Obojga Sygnatur i audytorem Roty Rzymskiej. 28 grudnia 1726 roku przyjął święcenia diakonatu, a 1 stycznia 1727 – prezbiteratu. Ponadto był audytorem Kamery Apostolskiej i regentem Penitencjarii Apostolskiej. 18 grudnia 1733 roku został arcybiskupem Benewentu, a osiem dni później przyjął sakrę. 24 marca 1734 roku został kreowany kardynałem prezbiterem i otrzymał kościół tytularny Sant’Agnese fuori le mura. Zmarł 24 czerwca 1740 roku w Rzymie.